# Кіокіш
Кіокіш (рум. Chiochiș) — село у повіті Бистриця-Несеуд в Румунії. Адміністративний центр комуни Кіокіш.
Село розташоване на відстані 319 км на північний захід від Бухареста, 28 км на південний захід від Бистриці, 50 км на північний схід від Клуж-Напоки.

## Населення
За даними перепису населення 2002 року у селі проживали 498 осіб.
Національний склад населення села:
| Національність | Кількість осіб | Відсоток |
| -------------- | -------------- | -------- |
| румуни         | 296            | 59,4%    |
| угорці         | 177            | 35,5%    |
| цигани         | 25             | 5,0%     |

Рідною мовою назвали:
| Мова      | Кількість осіб | Відсоток |
| --------- | -------------- | -------- |
| румунська | 328            | 65,9%    |
| угорська  | 169            | 33,9%    |

## Відомі особистості
В поселенні народився:
- Юліу Продан (1875—1959) — румунський ботанік, селекціонер.